# Chick tract
Chick tracts son breves tratados evangélicos, originalmente creados y publicados por el editor estadounidense y caricaturista religioso Jack Chick. Desde su muerte, su compañía (Chick Publications) ha continuado imprimiendo tratados, incluidos tratados de escritores nuevos.
Aunque muchos de los tratados de Chick expresan puntos de vista generalmente aceptados dentro de la teología cristiana dominante, varios tratados han expresado puntos de vista controvertidos. En particular, los tratados de Chick expresan fuertes puntos de vista anticatólicos, así como críticas a otras religiones, incluidos el judaísmo, el islamismo y el mormonismo.

## Chick Publications
Chick Publications produce y comercializa los tratados de Chick, junto con otras historietas, libros y carteles relacionados. Chick Publications tiene su sede en Rancho Cucamonga, California, y una dirección postal en Ontario, California.
La compañía estima que ha impreso más de 800 millones de folletos durante sus primeros 50 años de actividad. En su sitio web, señalan que "Nuestro ministerio es principalmente la publicación de los tratados evangélicos de Jack T. Chick, pero ocasionalmente publicamos un manuscrito en forma de libro". Afirman que si el contenido "educa a los cristianos en una de las áreas para las que tenemos un tratado, nos encantaría verlo" y citan varios ejemplos; la tienda en línea enumera casi una docena de categorías de libros.
Para enero de 2015, Chick Publications había producido más de 250 títulos diferentes, de los cuales unos 100 todavía están impresos y están disponibles en más de 100 idiomas. La empresa imprimirá un título "fuera de impresión", pero se debe pedir un mínimo de 10.000 copias.

## Formato e historias
Los tratados en sí tienen aproximadamente 3 por 5 pulgadas (8 por 13 cm) y aproximadamente veinte páginas de extensión. El material está escrito en formato de tira de prensa, con el panel frontal que muestra el título del tratado y el panel posterior interior dedicado a la oración del pecador estándar. La contraportada del tratado contiene un espacio en blanco para que las iglesias estampen su nombre y dirección; Chick Publications está dispuesta a imprimir contraportadas personalizadas, pero se deben pedir al menos 10,000 tratados.
La historia presenta comúnmente al menos una persona cristiana y uno o más "no cristianos". Dependiendo de la historia, el "no cristiano" puede ser una "persona maliciosa" estereotipada (como un criminal; un ejemplo es el personaje epónimo del tratado Bad Bob!), un miembro de una "religión falsa" (como Chick define a tales; un ejemplo son los misioneros mormones del tratado The Visitors), o una "persona moral" que depende de las "buenas obras" para ganar la entrada final al Cielo (a diferencia de la salvación a través de Jesucristo; un ejemplo es el alguacil en el tratado Gun Slinger). En estas historias, el cristiano intenta convertir al no cristiano al cristianismo (y también puede presentar un contraste donde otro personaje, a menudo la "persona moral", no lo hace), con el converso recibiendo la entrada al Cielo, mientras que la persona que rechaza el mensaje es condenado al Infierno. Los finales pueden presentar una escena reciclada en la que Jesucristo (representado como una figura sin rostro, gigante y resplandeciente sentada en un trono) condena o da la bienvenida a un personaje, un ángel que lleva al creyente al Cielo, o el no creyente que se encuentra confrontados por demonios en su llegada al Infierno.

## Temáticas
Los tratados Chick terminan con una oración sugerida para que el lector ore para aceptar a Jesucristo. En la mayoría de estos tratados es la oración del pecador estándar suplicando la salvación. En los tratados que tratan sobre "falsas religiones", la oración incluye una cláusula para rechazar estas religiones. Con la oración se incluyen instrucciones para convertirse al cristianismo, que también se repiten en el panel posterior interior junto con los pasos a seguir si el lector se convierte al cristianismo.
Strips, Toons, and Bluesies, escrito por Douglas Bevan Dowd y Todd Hignite, declaró que "es seguro asumir que Chick vio al menos algunas" biblias de Tijuana dado que esos libros y, según Dowd y Hignite, los tratados de Chick eran "sorprendentemente similares" a biblias tijuanenses; al igual que las biblias de Tijuana, los tratados se dirigían principalmente a jóvenes de clases socioeconómicas más bajas y "estaban cargados de estereotipos". El libro decía que los tratados de Chick contenían representaciones "extravagantes y salvajes" del uso recreativo de drogas y retrataban "la revolución sexual". Además, estas tiras de prensa incluían elementos sobrenaturales, rituales de ocultismo, tortura y canibalismo.
Algunos tratados de Chick han sido actualizados y cambiados en versiones posteriores. El contenido de That Crazy Guy! fue cambiado después del surgimiento de la crisis del SIDA (el tratado originalmente era sobre el herpes, publicado en 1980). Además, se cambió el final de The Poor Little Witch (en el que los satanistas asesinan a una niña pequeña después de que abandona el ocultismo y se convierte al cristianismo fundamentalista) porque los autores aceptaron que el mito urbano que establece que "cada año en los EE. UU. por lo menos 40.000 personas... son asesinadas en ceremonias de brujería" (alrededor del doble de la tasa total de homicidios reportada en Estados Unidos) era totalmente falso y la eliminó del tratado. El contenido de The Last Generation, publicado originalmente en 1972, se modificó al eliminar el gesto de paz con la mano formada por el antagonista New Healer en un panel, mostrando solo su rostro y reescribiendo el diálogo en la mayor parte del tratado por razones modernas.

## Controversias
El Southern Poverty Law Center ha designado a Chick Publications como un grupo de odio activo. El grupo fue incluido en la lista debido a su fuerte retórica anticatólica, antimusulmana y antihomosexual.
Los críticos de Chick (como talk.origins, Hindu American Foundation y Catholic Answers) lo han acusado de tergiversación.
Hindu American Foundation publicó un documento electrónico en PDF llamado "Hipervínculo a la hindufobia: odio, extremismo e intolerancia en línea contra los hindúes" que contiene una sección en el sitio de Chick; el documento termina con la declaración "Chick Publications promueve el odio no solo contra los hindúes, sino también hacia los musulmanes, católicos y otros, como lo demuestran los siguientes títulos de sus tratados: 'Últimos ritos: cuando este católico muere, se entera de que su iglesia no pudo salvarlo'; 'La pequeña novia: protege a los niños de ser reclutados como musulmanes. Li'l Susy explica que solo Jesús puede salvarlos'; y 'Alá no tenía hijo: el Alá del Islam no es el Dios de la creación .
Las afirmaciones de los tratados sobre conspiraciones se basan en gran parte en el testimonio de personas que afirman haber sido miembros de estos grupos antes de convertirse al cristianismo evangélico, sobre todo Alberto Rivera y William Schnoebelen. Muchos de los críticos de Chick consideran que estas fuentes son fraudes o fantasiosos. Uno de esos casos fue The Prophet, una tira de prensa que contiene una historia fantástica relatada por Rivera sobre cómo el papado ayudó a iniciar el Islam, que resultó no tener ninguna base en la realidad.
Varias iglesias han sido criticadas por distribuir tratados de Chick. En octubre de 2011, la Iglesia Bautista Northview en Hillsboro, Ohio, entregó copias del tratado de Chick titulado Mean Momma junto con dulces durante Halloween. La iglesia recibió quejas de los feligreses y su pastor se disculpó por emitir los tratados, diciendo que "nuestra iglesia no respalda este tipo de metodología extrema que se representó en este tratado en particular, y podemos asegurarles que no permitiremos que esto suceda de nuevo... nuestra iglesia es una iglesia amorosa que ama las almas y quiere hacer todo lo posible en nuestra comunidad para ayudar, así como difundir y compartir el mensaje del Evangelio de Cristo".
Los tratados de Chick también han estado sujetos a censura y han sido investigados por incitación al odio. Por ejemplo, la policía de Avon y Somerset investigó la distribución de publicaciones de Chick en Bristol en julio de 2020.

### Anti-catolicismo
El catolicismo es un objetivo frecuente de los tratados de Chick y otros de sus escritos. No menos de 20 de los tratados están dedicados al catolicismo, incluido Are Roman Catholics Christians? (¿Son cristianos los católicos romanos?) (argumentando que no lo son), The Death Cookie (La galleta de la muerte) (una polémica contra la Eucaristía católica) y Why Is Mary Crying? (¿Por qué llora María?) (argumentando que la Virgen María no soporta la veneración que le da el catolicismo). Un tratado notable, Mary's Kids, se enfoca en una seguidora católica anciana que desaprobaba que su hijo se casara con una mujer pentecostal y luego le enseñara a su pequeña hija sobre la Virgen María. La madre convence a la anciana de que María no era una virgen eterna, después de confrontarla sobre el hecho de que sus sacerdotes católicos eran agresores sexuales. Este tratado ahora está fuera de impresión, excepto por pedido especial.
Por otra parte, Chick defendió al polémico Alberto Rivera en al menos un libro y en toda una serie de seis tiras completas. Chick también afirmó que la Iglesia Católica, en una gran conspiración, creó el Islam, el comunismo, el nazismo y la masonería. En The New Anti-Catholicism (El nuevo anticatolicismo), el historiador religioso Philip Jenkins describe los tratados de Chick que promulgan "extrañas acusaciones de conspiración católica e hipocresía sexual" para perpetuar "mitologías antipapales y anticatólicas". Michael Ian Borer, profesor de sociología de la Universidad de Furman en ese momento, describió los fuertes temas anticatólicos de Chick en una presentación de la American Sociological Association de 2007 y en un artículo revisado por pares el año siguiente en Religion and American Culture.
Catholic Answers publicó una respuesta a las afirmaciones de Chick Publications contra los católicos romanos y una crítica de los tratados de Chick en general llamada The Nightmare World of Jack T. Chick, que detalla las inexactitudes, los errores de hecho y cómo una "táctica típica en los tratados de Chick es retratar a los católicos como siendo groseros o repulsivos de varias maneras".

### Anti-Islam
El Islam también es el objetivo habitual de los tratados de Chick, y se han publicado más de diez tratados sobre el tema. El más notable de ellos es Allah Had No Son (Alá no tuvo hijo), publicado por primera vez en 1994. En este tratado, un musulmán se convierte al cristianismo cuando se le dice que Allah tiene orígenes como un dios pagano de la Luna. En Camels in the Tent (Camellos en la tienda) afirma que la inmigración musulmana conducirá al establecimiento de la ley Sharía en los Estados Unidos y la conversión forzosa de los no musulmanes al Islam.
La representación del islam en los tratados de Chick ha sido criticada con frecuencia. En diciembre de 2008, una pareja de Singapur fue acusada de sedición por distribuir los tratados de Chick titulados The Little Bride (La novia pequeña) y Who Is Allah? (¿Quién es Alá?). Se decía que los tratados "promuevan sentimientos de mala voluntad y hostilidad entre cristianos y musulmanes en Singapur". En consecuencia, el sitio web de Chick Publications ha sido bloqueado en Singapur.
En 2014, el tratado de Chick titulado Unforgiven (Imperdonable) fue distribuido por la Iglesia Bautista Bíblica en Garden City, Roanoke, Virginia, y provocó la indignación de la comunidad musulmana de la zona. El tratado cuenta la historia de un hombre afroamericano que, mientras está en prisión, es obligado a unirse a la fe islámica y cambia su nombre a Mohamed. Tras su liberación, amenaza a su abuela cristiana. Hussain Al-Shiblawi, un lugareño entrevistado por WDBJ-TV, explicó que si bien los folletos que recibía de la iglesia todos los domingos solían ser inspiradores, este tratado en particular lo perturbó: "Básicamente indicaba que la gente es violenta, la religión en sí misma es violenta, y los hechos aquí no son ciertos". La Iglesia Bautista Bíblica dijo que ellos no escribieron el tratado y simplemente lo distribuyeron.

### Anti-homosexualidad
Los tratados de Chick son inequívocos y explícitos en su oposición a la homosexualidad, y repetidamente emplean dos temáticas antihomosexuales:
- la creencia de que Dios odia la homosexualidad y la considera pecaminosa
- la verdadera naturaleza de la homosexualidad se revela en la interpretación cristiana de la historia bíblica de Sodoma y Gomorra

El primer tratado de Chick sobre el tema, The Gay Blade (La cuchilla gay), se publicó originalmente en 1972. Este tratado advertía sobre una agenda gay para impulsar el matrimonio entre personas del mismo sexo e instaba a los homosexuales a arrepentirse para poder llegar al Cielo. The Gay Blade se revisó en 1984 y ahora está fuera de impresión, excepto por pedido especial. Según Cynthia Burack, este tratado tomó prestados varios de sus escenas de un ensayo fotográfico de la revista Life de 1971 sobre el movimiento de liberación gay, pero con las imágenes alteradas para hacer que los hombres homosexuales se vean más disolutos o estereotípicamente feminizados.
Tratados posteriores sobre la homosexualidad describen a los activistas por los derechos LGBT como agresivos y propensos a la violencia. En Doom Town (Ciudad condenada), Chick afirma que los hombres homosexuales seropositivos planean donar sangre para protestar por la falta de financiación federal para la investigación del SIDA. En Sin City (Ciudad del pecado), los activistas por los derechos de los homosexuales atacan a un pastor que protestaba en un desfile del orgullo gay y lo golpean tan brutalmente que posteriormente es hospitalizado. Otros tratados, como Home Alone, han promovido la creencia de que los hombres homosexuales convierten a los hombres heterosexuales en homosexuales y que los individuos homosexuales y lesbianas son más promiscuos que los heterosexuales.
Las afirmaciones de Chick sobre la homosexualidad han enojado a los activistas homosexuales. En 1974, la Comunidad Cristiana de la Universidad Estatal de Iowa distribuyó copias de más de veinte tratados de Chick diferentes, incluidas copias de The Gay Blade. Los miembros de la Alianza para la Liberación de la Gente Gay y la Coalición de Mujeres protestaron por la distribución de esos tratados, alegando que proporcionaban una representación inexacta de las personas LGBT.

### Anti-evolución
Chick publicó varios tratados contra la evolución, pero Big Daddy? (que también intenta refutar la existencia de la fuerza nuclear fuerte) sigue siendo "el folleto contra la evolución más ampliamente distribuido en la historia".
Los críticos señalan que el tratado Big Daddy? utiliza principalmente a Kent Hovind como referencia, a pesar de que Hovind no tiene títulos de instituciones acreditadas en los campos relevantes, que la tesis a la que se hace referencia se considera de muy mala calidad y que sus afirmaciones están en desacuerdo con las declaraciones publicadas de expertos en la materia.
Big Daddy? se presenta en el libro Evolution: What the Fossils Say and Why it Matters de 2007 como un ejemplo "típico del género" de cuán "engañosas y deshonestas" son las presentaciones creacionistas. Los ejemplos de las distorsiones, tergiversaciones y fabricaciones "falsas y engañosas" presentadas en ese trabajo con respecto a Big Daddy? son "Nebraska Man" (cuya interpretación errónea se corrigió después de solo un año y su existencia se debatió desde el principio), "New Guinea Man" (que en realidad es Homo sapiens), y la implicación del hombre "Cro-Magnon" fue visto como diferente del Homo sapiens.

### Puntos de vista sobre el satanismo y la influencia satánica
El concepto de influencias malignas llevó a que el tema de la guerra espiritual se retratara con frecuencia en estos tratados. Chick consideraba que todas las formas de brujería eran demoníacas, independientemente de si se trataba de "brujería blanca" (es decir, supuestamente usando tales dones para el bienestar) o "brujería negra" (es decir, supuestamente usando tales dones para fines malignos). Chick Publications describe el paganismo y el neopaganismo como formas de satanismo, una posición que los neopaganos y otros observadores disputan fuertemente. Gladys es un ejemplo de uno de los tratados de Chick sobre este tema.
De acuerdo con sus puntos de vista sobre la influencia demoníaca, Chick también consideraba que Halloween era "la fiesta del diablo" y se oponía a que los cristianos la celebraran, con una notable excepción: Chick no se oponía a que los cristianos participaran en la costumbre tradicional de Halloween de repartir dulces a los niños del vecindario, considerando para ser una oportunidad de presentar el mensaje del Evangelio a través de sus tratados.
Basado en los puntos de vista de Chick sobre el satanismo y la influencia satánica, Catholic Answers afirma que "Chick retrata un mundo lleno de paranoia y conspiración donde nada es lo que parece y casi todo es un complot satánico para llevar a la gente al infierno".

## Parodias y cultura popular

### Filmes
- En agosto de 2014 se estrenó una película titulada Dark Dungeons de imagen real basada en el tratado homónimo de Chick que advierte contra la supuesta influencia maligna de Dungeons & Dragons. El productor JR Ralls recibió los derechos del tratado de forma gratuita después de ponerse en contacto con Chick.

### Medios impresos
Algunos caricaturistas han publicado parodias que imitan el diseño familiar y las convenciones narrativas de Chick. Ejemplos incluyen:
- Devil Doll? por Daniel Clowes, Antlers of the Damned por Adam Thrasher, Jesus Delivers! por Jim Woodring y David Lasky, y Demonic Deviltry por el "Dr. Robert Ramos" (en realidad Justin Achilli de White Wolf Game Studios).
- El número 2 del fanzine The Imp de Daniel K. Raeburn, que consiste en un extenso ensayo sobre el trabajo de Jack T. Chick y una concordancia de términos y conceptos utilizados en sus tiras de prensa, teniendo dimensiones y portadas que imitan un tratado de Chick..
- Dos parodias de Jack C. Trick, LLC y publicadas por Trick Publications tituladas Chemical Salvation? (2006) y ADAM & EVIL?! (2007) relatan la historia del LSD y el MDMA. La tira de prensa LSD Trick de Chick,que se publicó en el cumpleaños número 100 de Albert Hofmann y se reimprimió parcialmente en una biografía reciente del inventor del LSD, también apareció en una traducción al japonés y una traducción al español.
- Una parodia titulada The Collector fue dibujada por el dibujante Hal Robins e incluida en el capítulo 13 de The Art of Jack T. Chick de Kurt Kuersteiner (2004, Schiffer Publishing, Ltd.).
- La primera edición del Blu-ray de la temporada 1 de la serie de comedia animada Rick and Morty vino con una versión impresa de The Good Morty, una parodia de las obras de Chick que también aparece en el episodio 10 de la temporada 1 titulado "Encuentros cercanos del tipo Rick". Ese cómic está escrito por Justin Roiland y Ryan Ridley e ilustrado por Erica Hayes.

### Lectura adicional
- Fowler, Robert (2001). The World of Chick?. San Francisco: Last Gasp. ISBN 0-86719-512-6.
- Kuersteiner, Kurt (2004). The Art of Jack Chick. Atglen, PA: Schiffer Publications Ltd. ISBN 0-7643-1892-6.
- Doner, Colonel V. (23 de mayo de 2012). Christian Jihad: Neo-Fundamentalists and the Polarization of America. Samizdat Creative.